# Lofeksidin
Lofeksidin (BritLofex) je agonist alfa-2 adrenergičkog receptora, koji je duže vremena u upotrebi kao kratkotrajni antihipertenziv. On se isto tako koristi za olakšavanje fizičkih simptoma heroinskog i opijatnog povlačenja.

## Indikacije
U Ujedinjenom Kraljevstvu, hidrohloridna forma, lofeksidin HCl, je u prodaji od 1992. kao lek za olakšavanje opijatnog povlačenja. Dostupan je u obliku tableta na lekarski recept. Lofeksidin se takođe često koristi zajedno sa antagonistom opioidnog receptora naltreksonom u slučajevima brze detoksifikacije. Kad se ova dva leka koriste u paru, naltrekson se dozira da bi se indukovala blokada opioidnog receptora, čime se pacijent neposredno šalje u povlaćenje te se time ubrzava proces detoksifikacije. Lofeksidin se daje da bi se olakšali simptomi povlačenja, koji obuhvataju drhtavicu, znojenje, stomačne grčeve, mišićne bolove, i curenje nosa. Kad se simptomi povlačenja stišaju, lofeksidin pomaže u uspostavljanju normalnih nivoa norepinefrina i endorfina na nivo pre opijatne adikcije.

## Spoljašnje veze
|  | Molimo Vas, obratite pažnju na važno upozorenje u vezi sa temama iz oblasti medicine (zdravlja). |